# Tatra Beta
Der Tatra Beta ist ein Kleintransporter mit zwei Sitzplätzen. Der Transporter hatte eine Nutzlast von 600 Kilogramm.

## Modellgeschichte

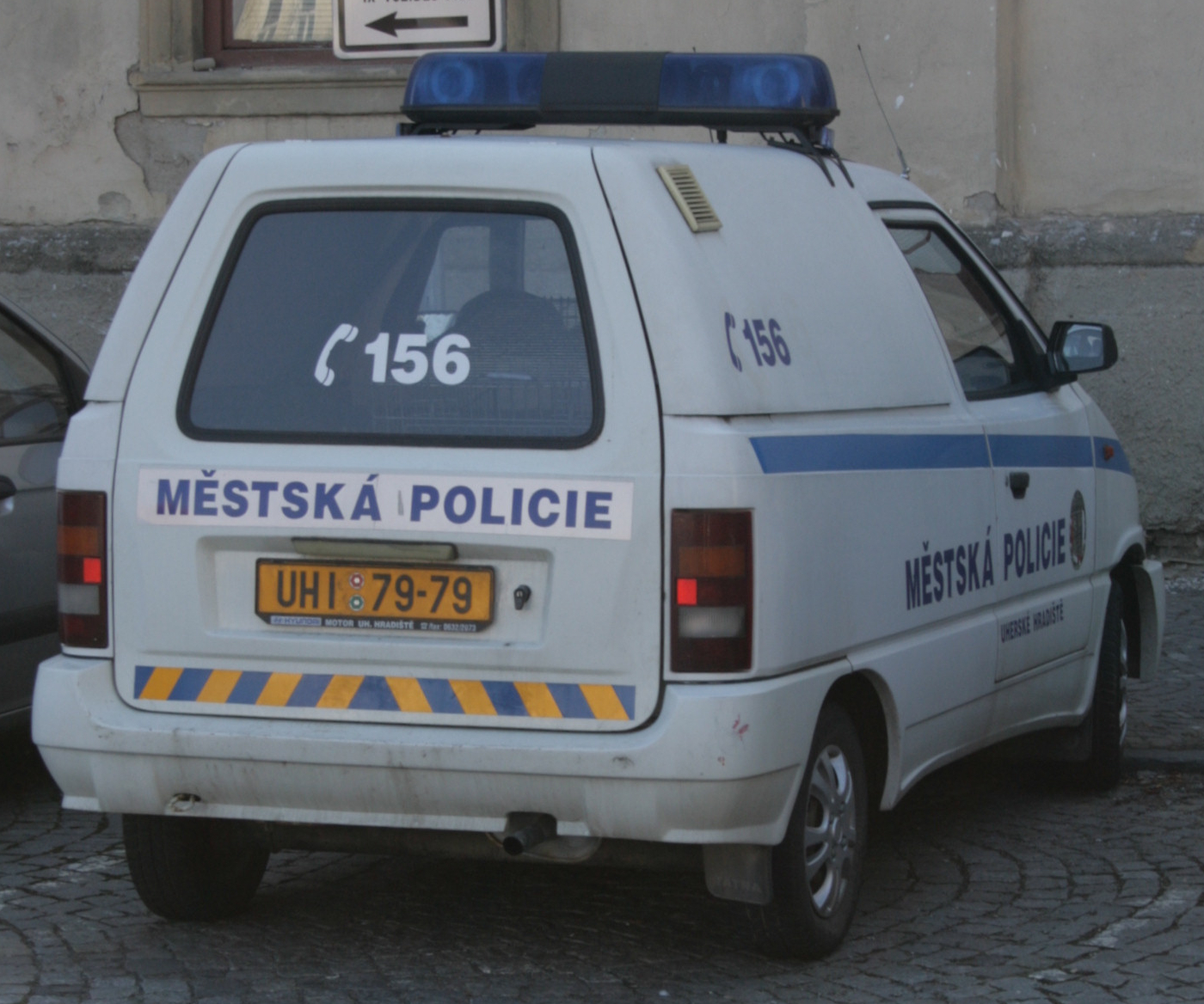
Fahrzeug der Stadtpolizei in Uherské Hradište

Das Fahrzeug, ursprünglich mit elektrischem Antriebssystem mit Nickel-Cadmium Akkus, wurde von Škoda Elcar in Ejpovice mit Zusammenarbeit von LIAZ und Tatra am Anfang der 1990er Jahre entworfen. Das unvollendete Projekt übernahm später Škoda Pilsen in das Nutzfahrzeug-Geschäftsfeld Škoda Truck auf. Der Tatra Beta hat einen Stahlrohrrahmen. Der Laderaum hatte ein Volumen von 2,25 m³. Es gab auch einen Tatra Beta in Form eines offenen Pick-up.
Die ersten Prototypen mit Elektromotor hatten eine Reichweite von 140 km und waren vor allem für die städtischen Anlieferverkehr gedacht. Später wurde ein Benzinmotor eingebaut. Von 1996 bis 1997 wurde im Beta ein Aggregat des Škoda Favorit eingebaut. Seit 1998 dann ein Motor vom Hyundai Accent mit einem Hubraum von 1341 cm³ und einer Leistung von 62 kW bei 5700/min. Der Verbrauch lag bei ca. 8 Liter auf 100 km. Das Fahrzeug erreichte mit Fünfganggetriebe eine Geschwindigkeit von 145 km/h.